# Эрталь, Фридрих Карл Йозеф фон
Фридрих Карл Йозеф фон Эрталь (3 января 1719, Майнц — 25 июля 1802, Ашаффенбург) — германский государственный и церковный деятель, предпоследний курфюрст и архиепископ Майнца. Старший брат Франца Эрталя.

## Биография
Фридрих Карл Йозеф фон Эрталь родился 3 января 1719 года в Майнце в семье государственного деятеля Филиппа Христофора фон Эрталя (1689—1748). В 1774 году был избран архиепископом майнцским и князем-епископом вормсским. В противоположность либеральному направлению своего предшественника Эммериха, Эрталь строго придерживался внешних форм благочестия и покровительствовал иезуитам, но впоследствии стал склоняться к проведению умеренных реформ. Он примкнул к эмсской пунктуации и мечтал о коренном преобразовании католической церкви. С 1777 года активно покровительствовал строительству богаделен и больниц, пользовался любовью населения.
Когда началась война с Францией в 1792 году, Эрталь бежал из Майнца. В 1793 году, в период короткого торжества союзников над французами, он вернулся, но в 1794 году покинул Майнц навсегда и последние годы жизни провел в Ашаффенбурге, официально отказавшись от архиепископства менее чем за месяц до смерти. Был похоронен в монастырской церкви Святых Петра и Александра. По Люневильскому трактату он лишился владений на левом берегу Рейна.